# Grupetto
O grupetto é uma figura (ornamento musical) que se parece com um "S" deitado, que transforma a execução da nota marcada como se fosse um mordente superior e um inferior nesta ordem, de acordo com a duração da nota. Sua execução é feita tocando-se a nota acima da marcada, seguindo com a nota marcada, a nota abaixo da marcada e então a nota marcada novamente. O tempo da execução do grupetto deve ser o mesmo tempo da figura marcada.

## Grupetto invertido
Existe também o grupetto invertido, que é representado por uma figura que também se assemelha a um "S" deitado, porém com um traço vertical cortando o centro da figura, no grupetto invertido a execução é equivalente a um mordente inferior e superior, nesta ordem, com duração que também depende da duração da nota. Sua execução é feita tocando-se a nota abaixo da marcada, seguindo com a nota marcada, a nota acima da marcada e então a nota marcada novamente.
Lo grupetto invertido é também notado invertendo a figura, fazendo com que a ponta esquerda da figura esteja virada para cima, e não para baixo como é no grupetto.

## Exemplos
- Grupetto e Grupetto invertido seguido de sua forma de execução.

- Grupetto e Grupetto invertido entre duas notas seguido de sua forma de execução.

O grupetto pode ser executado tanto cromaticamente, alternando em meio-tom, como pode ser executado diatonicamente, seguindo a distância de um tom, ou seguindo regras harmônicas, usando por exemplo a harmonia modal.